# Available Light

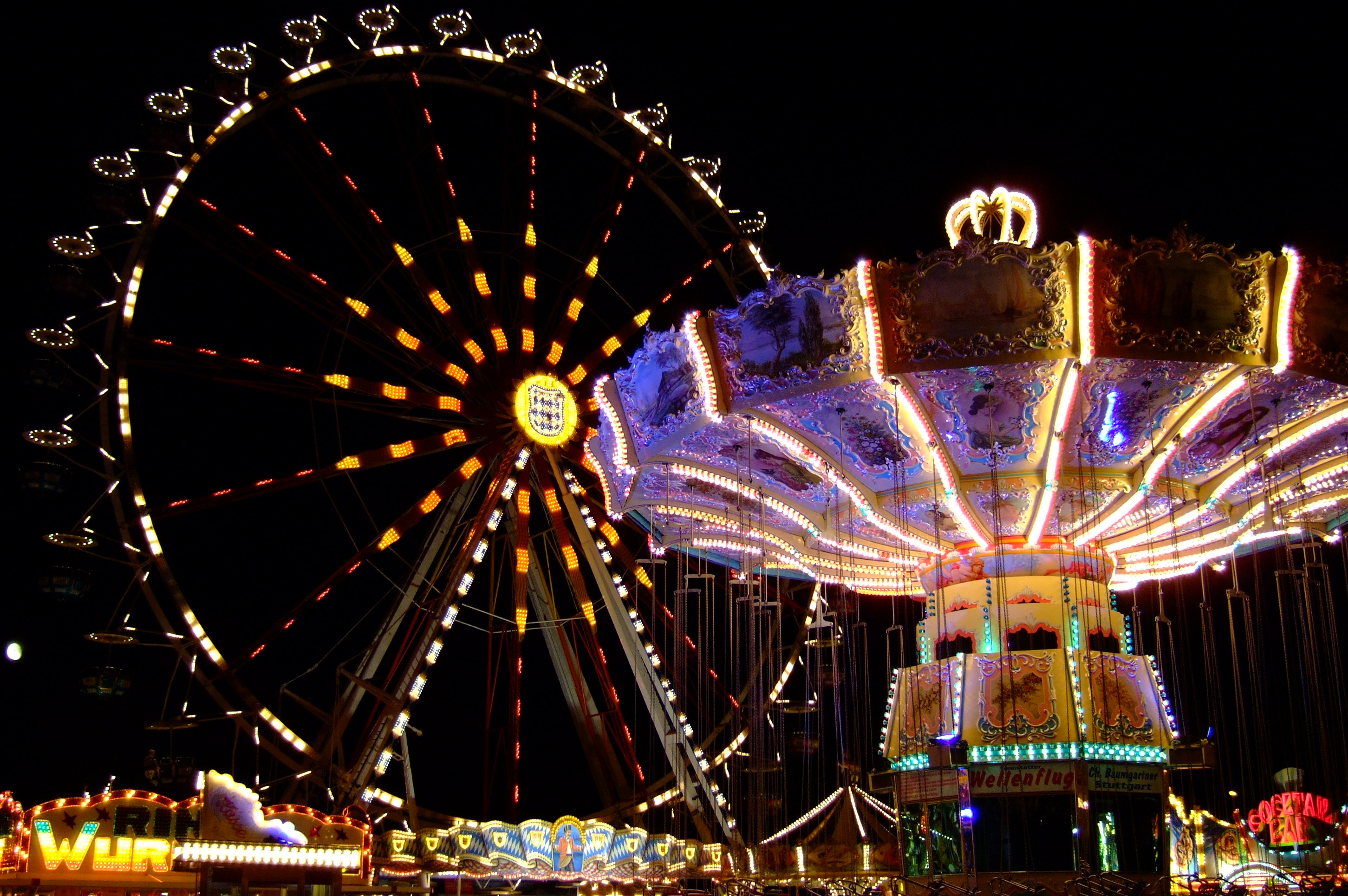
Available-Light-Aufnahme beim Unterländer Volksfest (Heilbronn)

Available Light (dt. verfügbares Licht, vorhandenes Licht)
bedeutet in der Fotografie bzw. beim Film und Fernsehen, dass für die Aufnahme trotz ungünstiger Lichtverhältnisse (z. B. Aufnahmen bei Dämmerung oder in schlecht ausgeleuchteten Innenräumen) nur mit den ohnehin, auch ohne Foto- oder Filmaufnahmen vorhandenen Lichtquellen am Aufnahmeort (dem vorhandenen Licht) gearbeitet wird. Auf zusätzliche Beleuchtung wie Blitzlicht oder Scheinwerfer wird verzichtet. Diese Art zu fotografieren „achtet“ die reale Lichtsituation eines Ortes.

## Kennzeichen und Kriterien

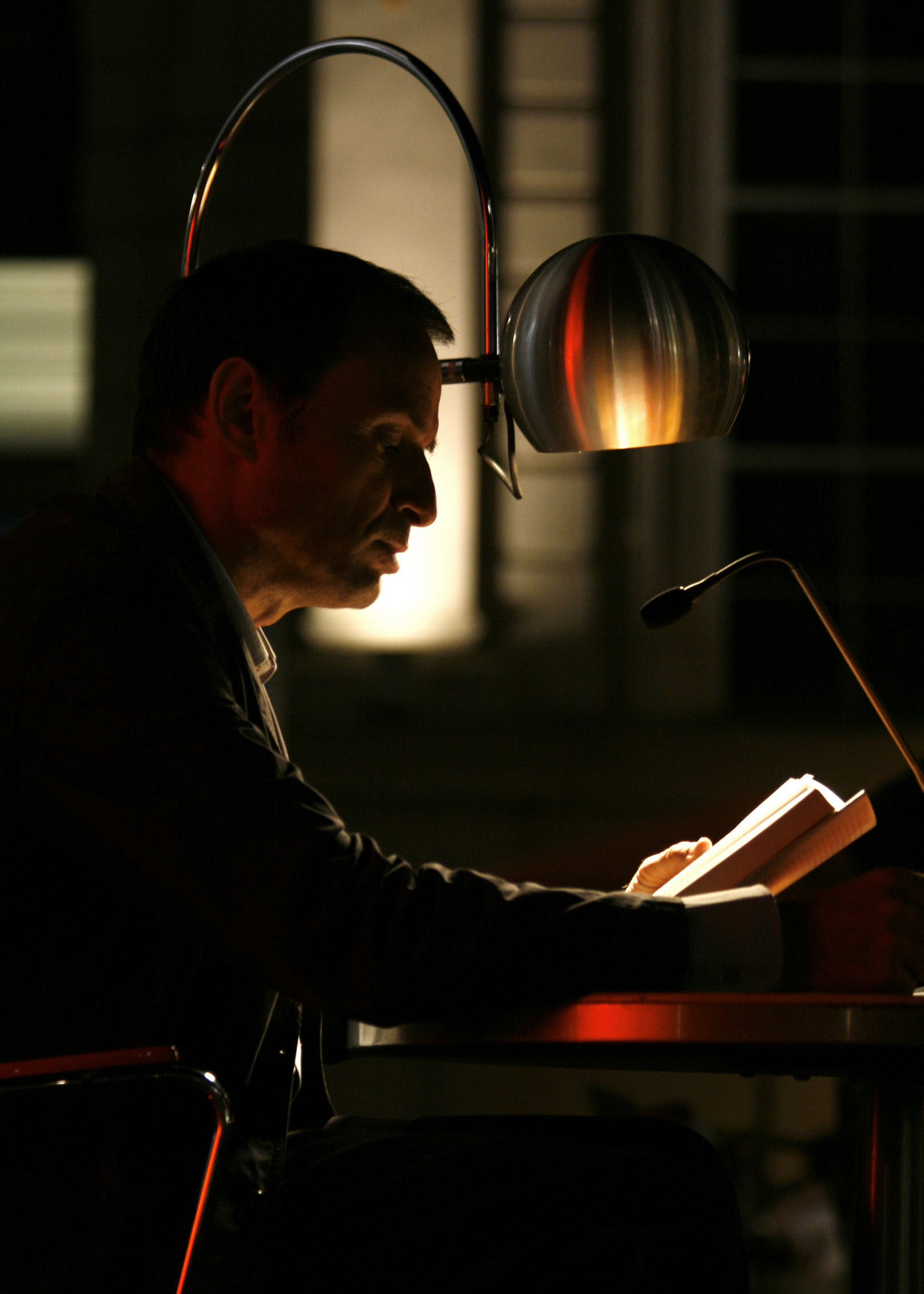
Abendliche Lesung unter freiem Himmel (Norbert Gstrein, O-Töne)

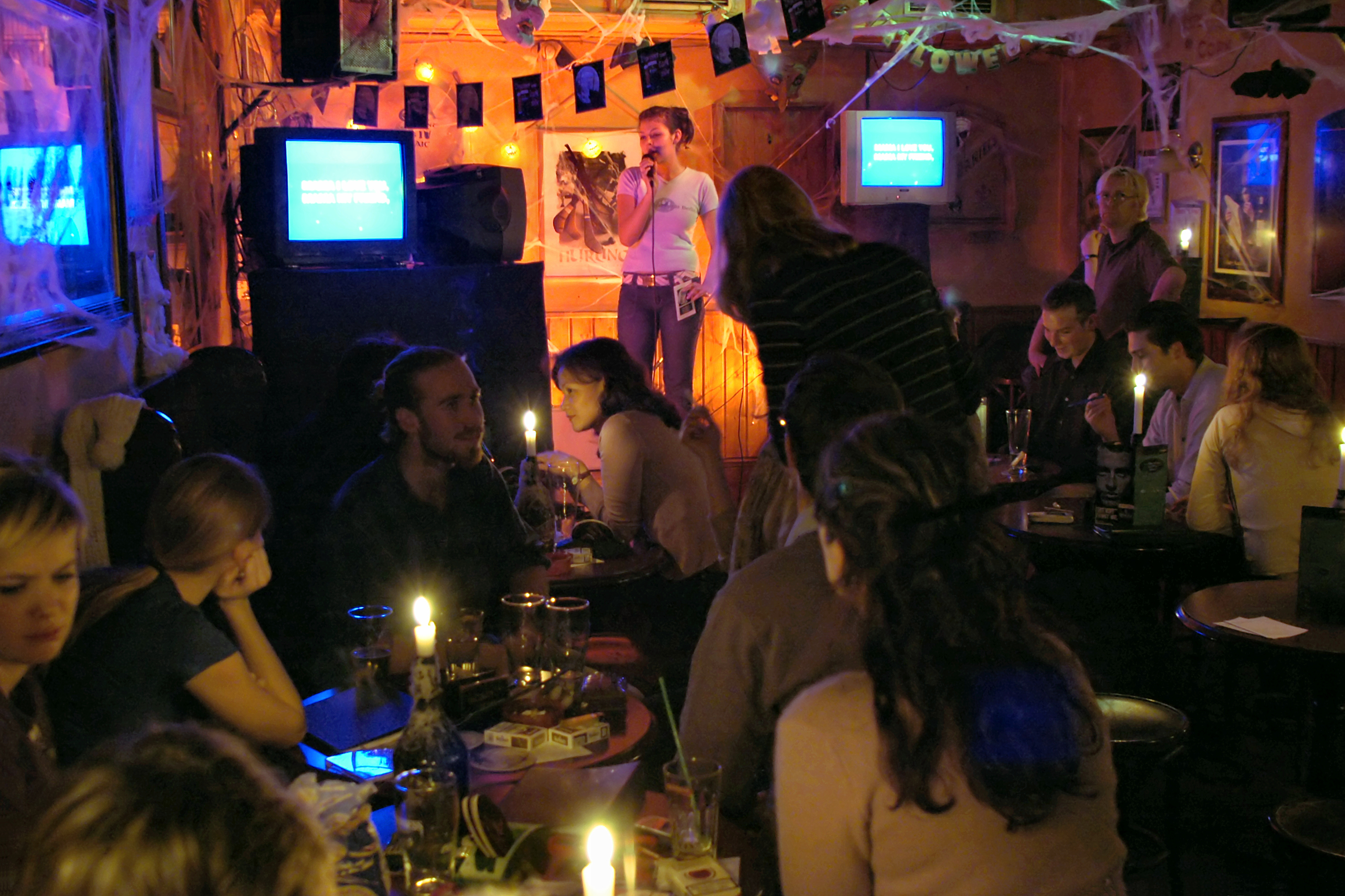
Innenaufnahme mit verschiedenen Kunstlichtquellen (ein Irish Pub in Hamburg-Harburg)

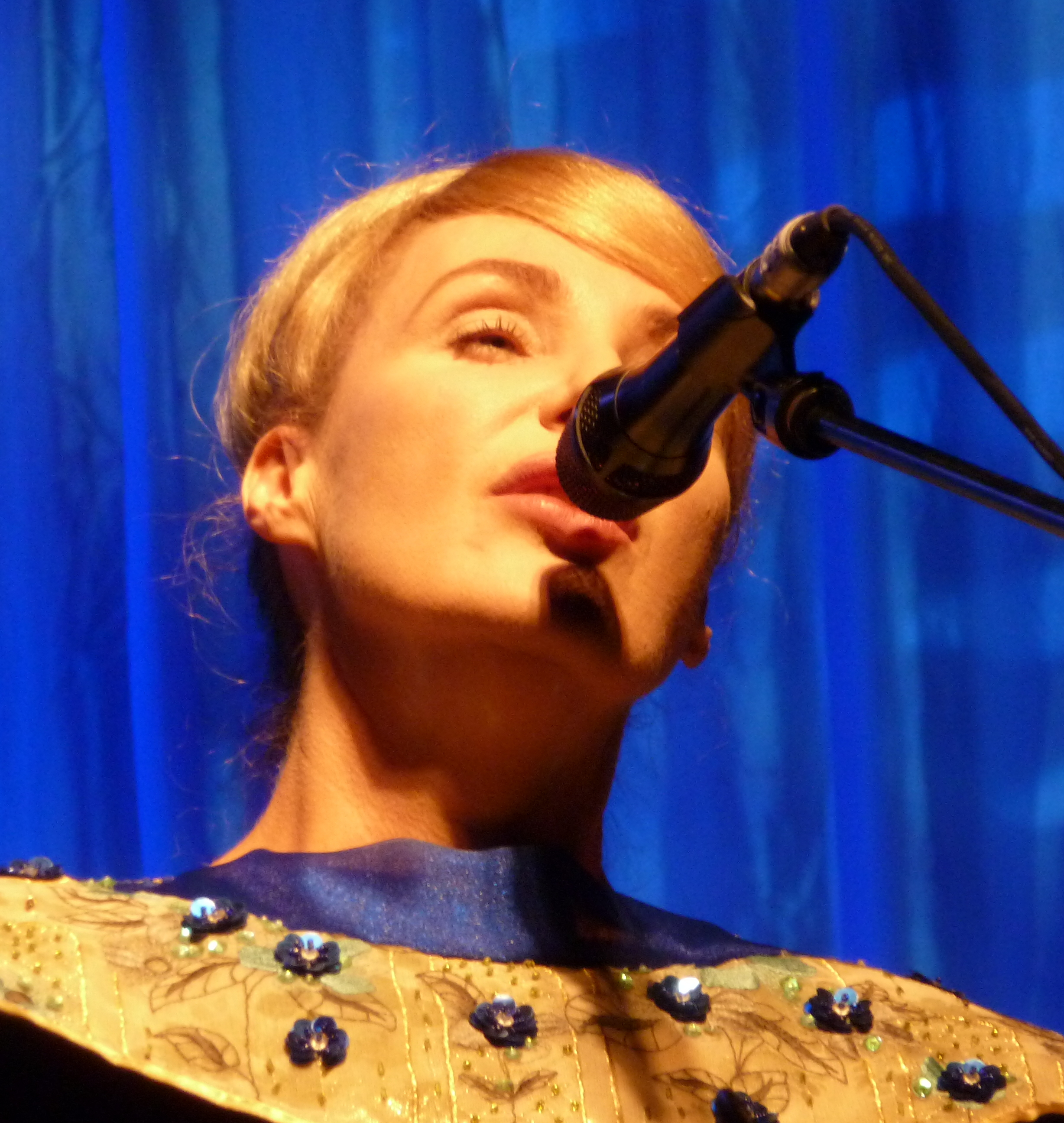
Aufnahme der Sängerin Lisa Gerrard bei einem Konzert. Trotz der Tele-Brennweite von (Kleinbildäquivalent) 300 mm und einer Belichtungszeit von 1/50 s ist die Aufnahme scharf, was bei diesen Verhältnissen eher ungewöhnlich ist.

Available-Light-Aufnahmen können ästhetischen oder künstlerischen Entscheidungen entspringen oder aber durch die Umstände erzwungen werden, etwa weil sich zusätzliche Beleuchtung am Aufnahmeort (engl. „Location“) störend auswirken würde. Ein häufiges Anwendungsfeld ist die Konzertfotografie. Die Available-Light-Fotografie ist besonders geeignet, um die Lichtstimmung eines Motivs authentisch wiederzugeben. Der filmische Verzicht auf künstliche Lichtquellen aus künstlerischen Gründen ist z. B. Teil des Dogma-95-Manifests.
Im Gegensatz zur Nachtfotografie ist die Available-Light-Fotografie nicht auf bestimmte Tageszeiten beschränkt. Normalerweise wird auf ein Stativ verzichtet, stattdessen werden hochempfindliche Filme oder Digitalkameras mit hoher eingestellter ISO-Empfindlichkeit und besonders lichtstarke Objektive eingesetzt. Wird mit „normaler“ Ausrüstung gearbeitet, führen die verhältnismäßig langen Belichtungszeiten zu den mit Langzeitbelichtungen verbundenen Problemen, die hohe Anforderungen an den Fotografen stellen. Das Verwackeln lässt sich zwar durch Auflage der Kamera auf einen als „Stativ“ genutzten Gegenstand sowie einer Bildstabilisierung vermeiden, Bewegungsunschärfe – beispielsweise von Personen – lässt sich damit aber nicht vermeiden. Zusätzliche Herausforderungen für den Fotografen bzw. Kameramann sind ein hoher Kontrastumfang des Aufnahmegegenstandes sowie Mischlicht (zum Beispiel durch Lichtquellen unterschiedlicher Farbtemperatur).